# بنجامین میچل (تنیس‌باز)
 بنجامین میچل (انگلیسی: Benjamin Mitchell؛ زاده ۳۰ نوامبر ۱۹۹۲) یک تنیس‌باز اهل استرالیا است.